# Седрік Фаб'єн
Седрік Фаб'єн (фр. Cédric Fabien, нар. 31 січня 1982, Каєнна) — французький футболіст, захисник клубу «Мілізак» та національної збірної Французької Гвіани.

## Клубна кар'єра
У дорослому футболі дебютував 2002 року виступами за «Ле-Ман», проте в команді не закріпився, зігравши лише 1 матч у Лізі 2. Через це наступного року захисник перейшов у клуб третього дивізіону «Тур» і відіграв за команду з Тура наступні два сезони своєї ігрової кар'єри. Більшість часу, проведеного у складі «Тура», був основним гравцем захисту команди.
2005 року Фаб'єн повернувся в Лігу 2, ставши гравцем «Бреста», де виступав, з перервою, до 2010 року. Після цього ще п'ять років виступав за «Булонь».
Влітку 2016 року перейшов у клуб четвертого французького дивізіону «Тарб». За півтора сезони відіграв за нього 40 матчів у національному чемпіонаті.
Наприкінці 2017 припинив виступи на напівпрофесіональному рівні, став працювати пекарем у містечку Ле-Релек-Керюон та виступати за клуб «Мілізак» з другого дивізіону регіональної ліги Бретані.

## Виступи за збірну
8 жовтня 2016 року дебютував в офіційних матчах у складі національної збірної Французької Гвіани в зустрічі проти збірної Сент-Кіттсу і Невісу (1:0).
У складі збірної був учасником розіграшу Золотого кубка КОНКАКАФ 2017 року у США, зігравши у всіх трьох матчах збірної.